# Liste de l'aide étrangère à l'Ukraine pendant la guerre russo-ukrainienne
 (février 2025).

Russie
Ukraine
Pays ayant envoyé de l'aide étrangère à l'Ukraine.

En lien entre les conflits frontaliers entre l'Ukraine et la Russie depuis 2014, et particulièrement après l'invasion de l'Ukraine par la Russie, l'Ukraine reçoit un soutien d'autres pays sur les plans militaires, financiers, économiques ou humanitaires. Ce soutien se traduit par exemple par livraison de systèmes d'armements ou de munitions ainsi que des subventions financières.

## Aides militaires depuis 2022

### Historique

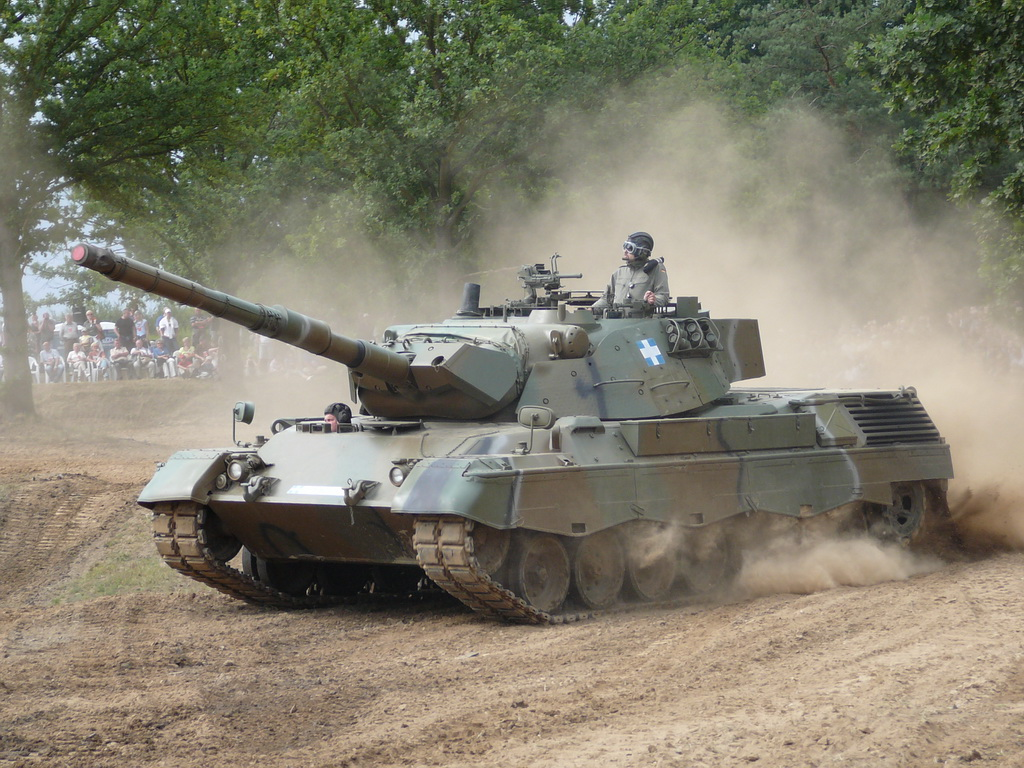
Char Leopard 1

Kiev appelle régulièrement les occidentaux à renforcer leur aide financière et militaire.
Depuis le début de la guerre, les États-Unis et les pays de l’OTAN ont progressivement fourni de grandes quantités d’armes et d’équipements à l’armée ukrainienne.
En janvier 2023, les occidentaux acceptent de fournir des chars lourds à l'Ukraine.
Fin 2023, le Danemark et les Pays Bas promettent des avions General Dynamics F-16 Fighting Falcon.
En août 2024, Kiev annonce que l'Ukraine a reçu son premier avion de combat F-16 de la part des alliés de l'OTAN.

### Pays contributeurs

#### Allemagne
En date du mois d'octobre 2022, l’Allemagne compte pour 9 % des livraisons de materiels.

#### États-Unis
En date du mois d'octobre 2022, les États-Unis comptent pour 49 % des livraisons.

#### France

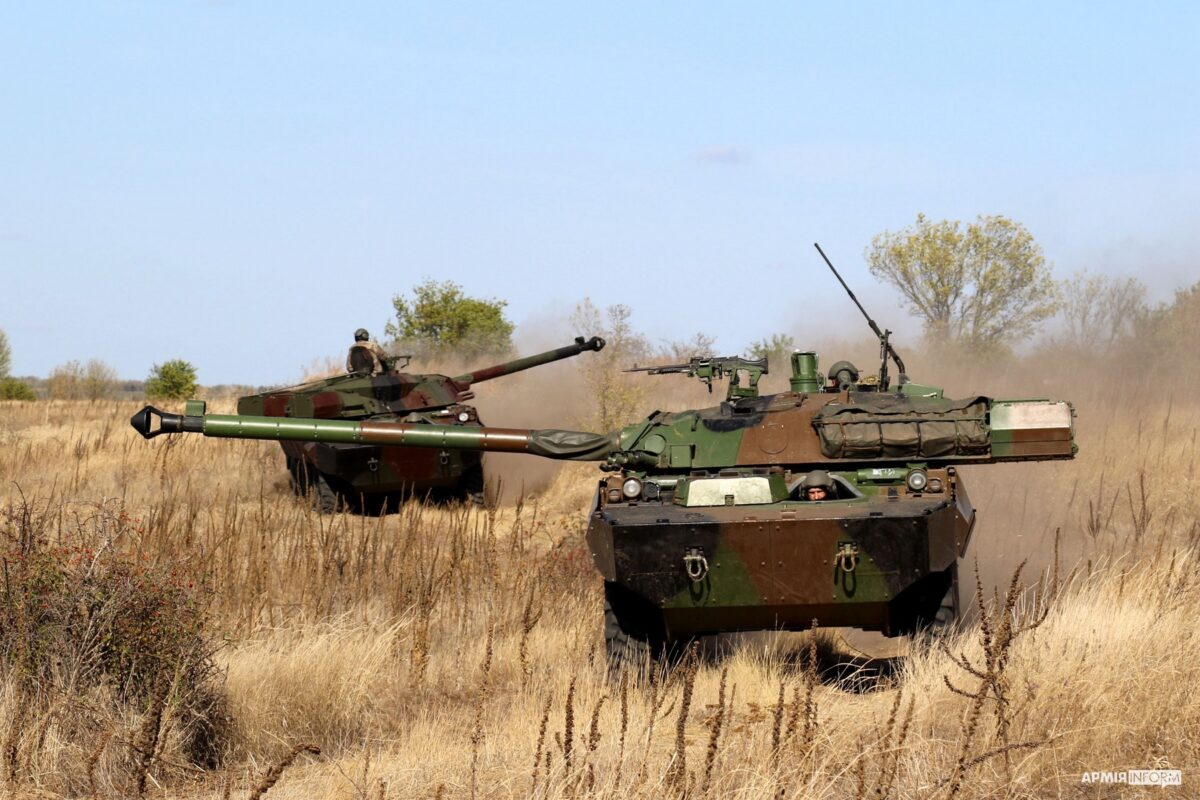
Véhicule militaire blindé AMX-10 RC de la 37e brigade d'infanterie navale ukrainienne en 2023.

En septembre 2022, selon François Heisbourg, la participation de la France aux livraison d'armes à l'Ukraine ne s'élèverait qu'à 1,4 %, loin derrière les États-Unis, la Pologne, l’Allemagne ou l’Italie. La France ne compterait que pour une petite partie des livraisons d’armes à Kiev, selon la BBC.
La France donne des équipements individuels (casques, gilets pare-balles, jumelles de vision nocturne, rations de combat), des tenues de protection nucléaire et du matériel médical. Du matériel militaire lourd est aussi fourni : blindés, canons, missiles, systèmes de défense anti-aériennes, radar Thales… Les munitions de divers calibres et du carburant sont aussi envoyés. Des militaires ukrainiens sont formés par la France pour l'utilisation de ces armes. Ces livraisons comprennent notamment des obusiers CAESAR et des blindés AMX-10 RC,,.
En février 2024, un accord bilatéral de sécurité pour une durée de dix ans, est signé entre la France et l'Ukraine. Cet accord prévoit un renforcement de la coopération militaire, notamment dans les domaines de l’artillerie et de la défense aérienne. Pour 2024, la France s'engage à fournir « jusqu’à trois milliards d’euros de soutien supplémentaire ». Soumis au vote au sein de l'Assemblée nationale française, l'accord est approuvé par les députés français,.
En mai 2024, le ministère des Armées indique que la France a livré plus de trois milliards d'euros d'équipements à l'Ukraine. Il faut noter toutefois, que des matériels des années 80, en cours de remplacement et les plus importants en nombre (VAB, AMX-10 RC, missiles antichars Milan, etc.), sont valorisés au prix du neuf dans cette comptabilité. Seulement 533 millions d’euros jusqu’en septembre 2023 selon l’Institut Kiel (en), un groupe de réflexion (think tank) allemand.
En octobre 2024, le ministre des Armées Sébastien Lecornu reconnait que l’aide militaire à l’Ukraine ne fera que dépasser deux milliards d’euros en 2024 (incluant l’utilisation d’intérêts d’avoirs russes gelés, amenés par l’Europe, pour 300 millions), sans atteindre les trois milliards envisagés dans l'accord bilatéral de sécurité conclu avec Kiev le 16 février. La baisse de l'inflation a permis de dégager 400 à 600 millions d'euros en 2024 sur la loi de programmation militaire [LPM] 2024-2030, cette somme est incluse dans ce chiffre d'aide à l'Ukraine.

#### Pologne
En date du mois d'octobre 2022, la Pologne compte pour 22 % des livraisons.

## Liste
Cette liste, non exhaustive, englobe l'aide humanitaire, financière, matérielle, militaire tant par les États, les entreprises que les organisations supranationales ou autres, lors de la guerre russo-ukrainienne débutée en 2014.
- Haut – A
- B
- C
- D
- E
- F
- G
- H
- I
- J
- K
- L
- M
- N
- O
- P
- Q
- R
- S
- T
- U
- V
- W
- X
- Y
- Z

### A
| Pays      | aide militaire | financière | humanitaire |
| --------- | --- | --- | --- |
| Albanie   | Le ministre de la défense Niko Peleshi déclarait le 18 mars 2022 que l'Albanie avait envoyé des équipements militaires à l'Ukraine. L’Albanie a envoyé en juillet 2023, 22 international MaxxPro. | | |
| Allemagne | - 20 000 gilets de protection en 2014 - Drones de reconnaissance Vektor (non fournis par le gouvernement fédéral) - Selon le gouvernement fédéral, les éléments suivants ont été livrés à l'Ukraine : - 3 000 cartouches Panzerfaust 3 plus 900 lanceurs, les 1 000 premiers étant envoyés le 26 février 2022, rompant une longue tradition d'interdiction des exportations d'armes vers les zones de guerre actives. - 14 900 mines antichar - 500 missiles anti-aériens STINGER - 2 700 9K32 Strela-2 700 se sont révélés inutilisables. - 5 100 armes antichar MATADOR via Dynamit Nobel - 2 900 armes antichar MATADOR supplémentaires via Dynamit Nobel - 21,8 millions de cartouches d'armes de poing - 5 millions de cartouches OTAN de 7,62 × 51 mm - 3 millions de cartouches OTAN de 5,56 × 45 mm - 100 mitrailleuses MG3 avec 500 canons et culasses de rechange - 100 000 grenades à main - 5 300 charges explosives - 100 000 mètres de cordeau détonant et 100 000 détonateurs - 350 000 détonateurs - 100 auto-injecteurs - 14 capteurs et brouilleurs anti-drones - 10 canons anti-drones - 28 000 casques de combat - 15 palettes de vêtements militaires - 280 véhicules motorisés (camions, minibus, VUS) - 100 tentes - 12 groupes électrogènes - 6 palettes de matériel pour l'élimination des munitions explosives - 125 télescopes jumeaux - 18 palettes de fournitures médicales, 60 éclairages opératoires - Vêtements de protection, masques chirurgicaux - 10 000 sacs de couchage - 600 lunettes de tir - 1 système de radiofréquence - 3 000 téléphones de terrain avec 5 000 bobines de cordon de terrain et équipement de transport - 1 hôpital de campagne (projet commun avec l'Estonie) - 353 lunettes de vision nocturne (LVN) - 4 dispositifs électroniques anti-drones - 165 jumelles - Fournitures médicales (y compris sacs à dos, trousses de premiers soins) - 38 télémètre laser - Carburant diesel et essence - 10 tonnes d'AUS 32 additif de fuel - 500 morceaux de pansements pour arrêter le saignement - Pièces de rechange MiG-29 - 30 véhicules blindés - 80 camionnettes Toyota - 10 500 cartouches d'artillerie (y compris les munitions guidées SMArt 155) - 14 voitures blindées (probablement maintenant incluses dans les entrées "véhicule à moteur" ou "véhicule blindé" (?)) - Drones VTOL de reconnaissance "Vector" via Quantum-Systems - 20 000 gilets de protection (en 2014) - 1 300 gilets pare-balles - 500 000 rations alimentaires militaires - 10 obusiers automoteurs Panzerhaubitze 2000, y compris l'adaptation, la formation et les pièces de rechange fournies par l'armée allemande à Idar-Oberstein (projet conjoint avec les Pays-Bas) - 10 000 munitions d'artillerie de 155 mm Signé, pas encore livré en raison d'une formation ou d'une adaptation technique : - 53 000 cartouches de munitions anti-aériennes - 8 radars mobiles au sol et dispositifs d'imagerie thermique - 4 000 cartouches de munitions d'entraînement anti-aériennes - 10 (+ 10 en option) navires de surface autonomes - 14 semi-remorques et remorques - 2 tracteurs et 4 remorques - 1 appareil haute fréquence et équipement connexe - 10 véhicules protégés - 7 brouilleurs - 8 dispositifs électroniques anti-drones - 4 engins de déminage mobiles, télécommandés et protégés - 1 point de décontamination des véhicules - 875 drones de reconnaissance - 54 véhicules blindés de transport de troupes M113 avec armement (systèmes du Danemark, conversion financée par l'Allemagne) - 67 chars anti-aériens GEPARD dont environ 6 000 cartouches anti-aériennes - 100 000 kits de premiers secours - 12 Système(s) de défense aérienne IRIS-T SL - 5 MARS II avec des fusées GMLRS Système(s) radar de contre-batterie Cobra - 3 véhicules blindés de dépannage - 5 032 armes antichar - 27 cuves de pose pont Biber - don de 14 et autorisation d'une commande de 100 obusiers automoteurs PhZ 2000 - 16 chars pontiers Biber - 6 Westland Sea King - 18 chars Leopard 2A6 - 120 Marder1A3 - 73 BvS-10 - 50 ATF Dingo - 18 RCH_15 - 2 Oerlikon Skyranger - 2 M903 Patriot - 55 radar - 15 chars Leopard 2A4 ont été donnés à la République tchèque en remplacement partiel des T-72 précédemment donnés par la République tchèque à l'Ukraine / une partie de l'achat d'environ 50 chars Leopard 2A7+ | - 1,83 milliard d'euros d'aide bilatérale depuis 2014 - environ 4 milliards d'euros via l'UE sous forme de subventions et de prêts depuis 2014 - 240 millions d'euros via l'UE sous forme de prêts en 2022. - Prêt de plus de 150 millions d'euros via la KfW en avril 2022. - 425 millions d'euros via la campagne de dons "Stand Up For Ukraine" et 70 millions supplémentaires pour l'aide médicale via l'UE - Plus d'un milliard d'euros d'aide militaire supplémentaire à l'Ukraine pour l'achat d'armes en avril 2022 - 1 milliard d'euros supplémentaires promis sous forme de subventions en mai 2022 | - Un hôpital de campagne mobile d'une valeur de 5,3 millions d'euros et la formation associée du personnel médical en février 2022 - Évacuation et traitement des soldats ukrainiens blessés en Allemagne depuis 2014 - La Deutsche Bahn a lancé un "pont ferroviaire" en mars 2022 et a commencé à livrer plus de 10 000 tonnes d'aide humanitaire - 50 véhicules de transport sanitaire Unimog - 14 palettes de fournitures médicales - 65 réfrigérateurs pour fournitures médicales - 1 200 lits d'hôpitaux |
| Argentine | En avril 2024, l'Argentine a fait don a l'Ukraine de 2 Mil Mi-17, | | Le gouvernement argentin envoie en Ukraine: - Un contingent humanitaire (casques blancs) se déployant à la frontière Ukraino-Polonaise. - 1 500 t de nourriture, médicaments et vêtements le 4 mars 2022. - plus d'aide humanitaire les jours suivants. La ville de Buenos Aires envoyait aussi de l'aide en Ukraine. |
| Australie | Du gouvernement australien pour l'Ukraine : - 25 millions de $ de matériel militaire non létal le 25 février 2022 (munitions),. - 50 millions de $ de matériel militaire non létal le 28 février 2022 (munitions),. - 21 millions de $ aux forces armées ukrainiennes le 20 mars 2022 - plusieurs centaines de fusils Steyr. - 25 millions de $ d'« assistance militaire défensive » comme radars, nourritures et médicaments. - Le ministre de la Défense Peter Dutton confirmait 20 véhicules blindés Bushmaster seront envoyés après y avoir apporté des modifications,. - Le 27 avril 2022 le gouvernement australien annonçait l'envoi de 26,7 millions de $ d'aide militaire : six obusiers M777 de 155 avec munitions. Au total l'Australie a donné 225 millions de $ d'aide militaire et 65 millions de $ d'aide humanitaire. - Le 19 mai Canberra annonce la livraison de 20 véhicules Bushmasters supplémentaires et de 14 APC M113. - Le 03 juillet le premier ministre annonce une nouvelle fourniture de 20 Bushmasters et de 14 APC M113. - Au total 56 APC M113 et 120 véhicules Bushmasters seront donné | | 30 millions de $ le 20 mars 2022 - 10 millions de $ à plusieurs organisations non-gouvernementales - 10 millions de $ au World Food Programme - 8 millions de $ au United Nations Population Fund - 2 millions de $ à the Emergency Action Alliance Ukraine Appeal Au moins 70 000 tonnes de charbon pour les centrales ukrainiennes le 20 mars 2022 |
| Autriche  | | | Le chancelier Karl Nehammer approuvait l’envoi aux forces civiles d'Ukraine : - 10 000 casques, gilets pare-balles et plus de 100 000 litres d'essence,. |

- Haut – A
- B
- C
- D
- E
- F
- G
- H
- I
- J
- K
- L
- M
- N
- O
- P
- Q
- R
- S
- T
- U
- V
- W
- X
- Y
- Z

### B
| Pays     | aide militaire | financière | humanitaire |
| -------- | --- | ---------- | ----------- |
| Belgique | Le gouvernement a annoncé comme aide : - 5 000 fusils d'assaut (FN FNC), 3 800 tonnes d'essence et d'équipement militaire le 26 février 2022,. - 3 000 mitrailleuses et 200 lance-roquettes M72 LAW le 27 février 2022,. - le 22 avril le gouvernement approuvait l'envoi futur d'armement lourd. - 1 million d'euros de missiles antitanks Milan Ainsi que plusieurs pièces d'équipements dont : - des casques - des tenues de terrain - des lunettes de vision nocturnes - don de 80 LMV Lince en avril 2023 La Belgique , les Pays-Bas et le Luxembourg ont financé l'achat ensemble de 40 M113 , livrés en septembre 2023. |            |             |
| Bulgarie | - Le 4 mai, le parlement bulgare approuve le fait que désormais du matériel militaire ukrainien pourra être réparé en Bulgarie. - En juillet 2022 le gouvernement bulgare confirme l'envoi de 14 chasseurs Sukhoi-25 sous forme de pièces détachées, ainsi que des munitions et des bombes, en plus de missiles air-air. - En novembre 2023 le parlement Bulgare autorise l'envoie de 100 BTR-60 |            |             |

- Haut – A
- B
- C
- D
- E
- F
- G
- H
- I
- J
- K
- L
- M
- N
- O
- P
- Q
- R
- S
- T
- U
- V
- W
- X
- Y
- Z

### C
| Pays     | aide militaire | financière | humanitaire |
| -------- | --- | --- | --- |
| Canada   | Stephen Harper, premier ministre du Canada, en avril 2015 : - 200 soldats pour l'entrainement des soldats et policiers ukrainiens. - des images satellites 2015. - des radios, de l'équipement médical, des lunettes nocturnes. Le premier ministre Justin Trudeau approuvait pour l'Ukraine : - de l'équipement militaire non létal le 3 février 2022. - 7,8 millions de $ d'armes 14 février 2022,. - Mai 2022 envoi de véhicules Roshel Senator 330 seront fournis. - 100 Carl Gustav M2 anti-char avec 2 000 munitions,. - 25 millions de $ d'équipement militaire le 27 février 2022 comme casques, masques à gaz... - 400 000 rations et 1 600 gilets pare-balles le 2 mars 2022. - 4 500 M72 LAW anti-chars et 7 500 grenades, 1 million $ pour l'achat d'images satellites le 3 mars 2022. - 50 millions de $ d'aide militaire spécialisée comme des caméras pour drones le 9 mars 2022. - 500 millions de $ d'aide militaire. - 4 obusiers M777 approvisionnés comme des obus M982 Excalibur. - Début juillet, le gouvernement annonce l'envoi prochain de 39 blindés légers LAV II et 6 caméras pour drone,. - En mars 2023 don de 8 Leopard 2A4 - 1 batterie NASAMS | Stephen Harper : - 200 millions de $ comme participation au Fonds monétaire international, 20 millions de $ au FMI de soutien technique au gouvernement 900 000 $ de soutien à la banque nationale d'Ukraine en mars 2014. Justin Trudeau : - Prêt de 120 millions de $ au gouvernement ukrainien annoncé le 21 janvier 2022. - Prêt additionnel de 500 millions de $ au gouvernement ukrainien le 14 février 2022 et l'aide de 6 millions de $ pour le règlement de la dette. | - Le gouvernement du Canada proposait d'envoyer 10 millions de $ en dons de la part de citoyens pour l'aide humanitaire, le 25 février 2022La Croix Rouge canadienne récoltait 30 millions de $ le 10 mars 2022. - Le 1er mars 2022, 100 millions de $ en aide humanitaire pour l'Ukraine et les pays l'avoisinant. |
| Chine    | | | Le mercredi 9 mars une aide humanitaire d'une valeur de 720 000 euros vers ce pays, a annoncé la diplomatie chinoise. |
| Colombie | Le 23 mai, le ministre de la défense de Colombie Diego Molano Aponte annonçait que onze ingénieurs en déminage seraient envoyés dans un pays de l'OTAN, proche de l'Ukraine, afin de former des équipes de déminage ukrainienne. | | Le 24 mars, Ivan Duque président, envoyait une aide humanitaire aux réfugiés ukrainiens. |
| Croatie  | Le 28 février, le ministre de la défense croate approuve l'envoi d'armes et d'équipement militaire pour un équivalent de 16,5 millions d'euros : - Cela comprend un certain nombre de fusils et de mitrailleuses mais aussi des protections pour les soldats. - En mars 2023, 25 obusiers D-30 de 122 mm - En avril 2022, 15 obusiers M-46 de 130 mm, | | |

- Haut – A
- B
- C
- D
- E
- F
- G
- H
- I
- J
- K
- L
- M
- N
- O
- P
- Q
- R
- S
- T
- U
- V
- W
- X
- Y
- Z

### D
| Pays     | aide militaire | financière | humanitaire |
| -------- | --- | ---------- | ----------- |
| Danemark | Le gouvernement danois a fait don : - de 19 canons CAESAR (version 8x8) - le 27 février, de 2 700 lance-roquettes M72 LAWet de 300 lance-missiles Stinger. - de 2 000 gilets pare-balles - en avril, 25 drones de reconnaissance Sky watch - 54 véhicules blindés M113 - un certain nombre de mortiers M10, ainsi que leurs projectiles de 120 mm - un nombre inconnu de mines antichar - 30 Leopard 1 et 25 T-72 - fin mai l'arrivage d'un certain nombre de missiles antinavires Harpoon - Promesse de 19 F-16C/D Fighting Falcon |            |             |

- Haut – A
- B
- C
- D
- E
- F
- G
- H
- I
- J
- K
- L
- M
- N
- O
- P
- Q
- R
- S
- T
- U
- V
- W
- X
- Y
- Z

### E
| Pays       | aide militaire | financière | humanitaire |
| ---------- | --- | ---------- | --- |
| Espagne    | Dès le début de l'invasion, le pays contribue à un fonds européen de 420 millions d'euros pour armer l'Ukraine. Par la suite il décide d'envoyer son propre matériel : Le 3 mars : - 1370 lance-grenades C90 - 700 000 cartouches Fin mars : - un nombre non spécifié de lance-grenades, de mitrailleuses et de cartouches - une ambulance blindée RG-31 Fin avril, le premier ministre annonce, alors qu'il est à Kiev la livraisons de 200 tonnes de matériel militaire, sans précision sur le type de matériel. Par la suite le gouvernement a acheminé en Ukraine : - une batterie de missiles anti-aériens Shorad Aspide - 20 véhicules de transport de troupes M113 |            | - Le 27 février, envoie 20 tonnes d'aides humanitaires comprenant des médicaments et d'autres matériels, pour un équivalent de 150 000 € - Fin mars 54 palettes (83 m3) d'aides humanitaires vont être transférées en Ukraine |
| Estonie    | L'Estonie a soutenu l'Ukraine avec : - des obusiers 122 mm D-30 - des missiles antichar Javelin - des véhicules blindés Mamba Mk2 EE - un certain nombre de mines antichar - un nombre inconnu d'armes légères - une certaine quantité de munitions - des obusiers 155 mm FH70 |            | |
| États-Unis | - 20 Mil Mi-17 ( livré en avril 2022) - 31 M1 Abrams ( livré fin 2023) - 186 M2/M3 Bradley ( livré a partir d'avril 2023) - 300 M-113 ( livré a partir de juin 2022) - 189 Stryker ( livré a partir de mars 2023) - 250 M1117 Asv - 440 International MaxxPro - + 2 000 HMMWV ( livré à partir d'avril 2022) - 190 Roshel Senator - 180 M777 - 72 M-109A1 155 mm ( livré en décembre 2022) - 39 M142 HIMARS ( livré à partir de juin 2022) 2 ont été endommagés et sont en réparation aux États-Unis - 12 batteries NASAMS - 1 batterie M903 Patriot - plusieurs centaines de drones Le 3 octobre 2023 le Pentagone annonce l'envoi de missiles MGM-140 ATACMS.           |            | |

- Haut – A
- B
- C
- D
- E
- F
- G
- H
- I
- J
- K
- L
- M
- N
- O
- P
- Q
- R
- S
- T
- U
- V
- W
- X
- Y
- Z

### F
| Pays     | aide militaire | financière | humanitaire |
| -------- | --- | --- | --- |
| Finlande | Le gouvernement finlandais a envoyé à l'Ukraine : - le 28 février 1500 armes antichars - 2 500 fusils d'assaut - 150 000 cartouches - le 24 mars le gouvernement annonce des livraisons supplémentaires sans en préciser le contenu | | |
| France   | La France constitue le plus grand exportateur d'armes vers l'Ukraine entre 2014 et 2020 avec plus de 1,6 milliard d'euros d'armes fournies, dont : - hélicoptères drones de reconnaissance - armes et équipements liés à la marine - systèmes de ciblage - munitions de divers calibres - systèmes de conduite de tir - de l'entrainement des troupes ukrainiennes - des équipements de défense non spécifiés avant l'invasion À partir du 24 février 2022 l'assistance militaire est confidentielle mais inclut : - Des équipements de défense aux autorités ukrainiennes le 26 février 2022, qui aurait une valeur d'environ 120 millions d'€,, incluant : - équipement de protection - essence - système optiques infrarouge - Munitions - Du renseignement et des observations satellite (CSO, Pleiades et Helios). - Contribution française au programme européen d'aide militaire Missiles antichars : - Missiles MILAN - Missiles Javelin, - Missiles Akeron Artillerie : - 18 obusiers automoteurs 155 mm Caesar ainsi que des milliers d'obus - 6 obusiers automoteurs 155 mm Caesar supplémentaires en 2022 - 15 obusiers TRF1 - 2 lance-roquettes unitaires Lutte antiaérienne : - 2 systèmes de défense sol-air Crotale R-400, Systèmes portatifs de défense antiaérienne (MANPADS) : - Missiles Mistral Véhicules blindés de transport de troupes : - Environ 60 VAB, - Environ 30 AMX-10RC livrés. - 20 ACMAT Bastion [livrés ?]. Véhicules légers : - Camions TRM 2000 - Camions GBC 180 - Voitures Peugeot P4 Mines antichars : - Nombre inconnu de mines antichars HPD2A2 Génie militaire : - La société française Matière fournira 36 ponts en kit de 23 à 46 mètres de longueur - Plusieurs ponts flottants Avions : - Six Mirages 2000-5F livrés au printemps 2025 | En 2021 : 1,6 milliard d'euros d'aide. En 2022 : - Don financier de 300 millions d'euros (337 millions de dollars) en « aide budgétaire supplémentaire » annoncé par le président Macron le 25 février. - Le 5 mai, le président Macron a annoncé que 1,7 milliard de dollars avaient été donnés à l'Ukraine jusqu'à présent en 2022. - Une aide financière supplémentaire de 300 millions de dollars annoncée le 5 mai, portant le total à 2 milliards de dollars. En 2022 et 2023 : - En novembre 2023, un rapport parlementaire présenté devant la commission de la défense et des Forces armées de l’Assemblée nationale, indique que l'aide militaire française à l'Ukraine se chiffre à 3,2 milliards d’euros depuis février 2022. Prêts : - 1,2 milliard d'euros de financement du programme annoncé le 8 février 2022, consistant en un prêt de 200 millions d'euros et 1 milliard d'euros de garanties financières (ces garanties permettront à l'Ukraine d'obtenir des prêts auprès des banques françaises à des conditions favorables). - Annonce d'un prêt budgétaire de 300 millions d'euros le 29 mars 2022 afin d'aider le pays à faire face aux conséquences économiques et sociales du conflit en cours. - Contributions financières françaises supplémentaires à l'Ukraine via les subventions et les prêts de l'Union européenne depuis 2014. | - Le 24 février 2022, 33,4 tonnes de matériel sont envoyés : 500 tentes, 2000 couvertures, 1000 kits d'hygiène, 2250 tapis de sol. - Le 1er mars, 8,7 tonnes de matériel envoyés: un poste sanitaire mobile pouvant traiter jusqu'à 500 blessés de guerre et 36 malles de médicaments offertes par l'association Tulipe. - Le 5 mars, 4,23 tonnes de matériel sont envoyés: lot de médicaments (pédiatrie, médecine générale, médecine d'urgence) offert par l'association Tulipe, équipement de protection individuelle (masque, gants etc.), 27 respirateurs et matériels associés. - Le 7 mars, 3,4 tonnes de médicaments sont envoyés offerts par le ministère des Solidarités et de la Santé. - Le 10 mars, 7,4 tonnes de médicaments envoyés, offerts par l'association Tulipe et le ministère des Solidarités et de la Santé. - Le 21 mars, 55 tonnes d'aide d'urgence d'une valeur de 2,4 millions d'euros sont envoyés: 10 tonnes de matériel et médicaments comprenant: 10 générateurs d'oxygène, 9 tonnes de médicaments offerts par l'association Tulipe, 31 groupes électrogènes, tentes familiales offertes à la Croix-Rouge, 8 tonnes de matériels (téléphones, ordinateurs, routeurs, kits satellitaires, fibre optique), plus de 4 tonnes de lait infantile. - Le 22 mars, acheminement en Ukraine via la Roumanie de 21 ambulances financées grâce à la mobilisation des collectivités territoriales et des entreprises françaises. - Le 23 mars, dans le cadre du mécanisme de protection civile de l’Union européenne (MPCU), envoi de 49 tonnes de matériels à l'Ukraine, don de 11 véhicules d'incendie et de 16 véhicules de secours, 23 camions transportant 49 tonnes de matériels sanitaires et de secours (équipement de protection, échelles à main, tuyaux incendies, matériel médical). - Le 17 et 25 mars, envoi de deux camions de collecte de sang offerts par l'Établissement français du sang (EFS). - Le 5 avril, envoi de 95 tonnes de plants de pommes de terre offerts par la Fédération nationale des producteurs de plants de pommes de terre à destination d'exploitations agricoles de l'oblast de Lviv. - Le 12 avril, envoi à l’Ukraine de 95 tonnes de plants de pommes de terre offerts par la Fédération nationale des producteurs de plants de pommes de terre à destination du ministère de l'Agriculture ukrainien. - Le 15 avril, dans le cadre du mécanisme de protection civile de l’Union européenne (MPCU) envoi de 12 véhicules d'incendie et 12 véhicules de secours à personne, 4 camions transportant 50 tonnes de matériels notamment du matériel de recherche et de sauvetage (matériel de localisation des victimes, de désincarcération), du matériel de lutte contre les incendies (protection, échelles à main, tuyaux incendie, matériels de lutte contre les feux d'hydrocarbures. - Le 21 avril, envoi d’un fret médical contenant 28 tonnes de matériel (avec cet envoi, le fret acheminé pour les victimes du conflit atteint plus de 615 tonnes), 4,5 tonnes de médicaments (urgence, pédiatrie, médecine générale), 1 lot de médicaments pour l'urgence, 50 respirateurs et leurs consommables, 1 groupe électrogène permettant d'assurer la sécurité électrique d'un établissement de santé, 1 générateur d'oxygène permettant à un hôpital de prendre en charge jusqu'à 500 patients en oxygénothérapie, 1 second lot d'appareils respiratoires avec leurs consommables. - Le 10 mai, don de 115 tonnes de matériels, 9 ambulances neuves de sapeurs-pompiers sur châssis 4X4, 6 véhicules incendie neufs ou récents dont 4 sur châssis 4X4, 1 véhicule médical équipé d'un appareil de radiologie mobile, 115 tonnes de matériels (dont 56 000 litres d'émulseur afin de lutter contre les feux d'hydrocarbure et 36 km de tuyaux incendie), 20 160 rations alimentaires représentant plus de 40.000 repas. |

- Haut – A
- B
- C
- D
- E
- F
- G
- H
- I
- J
- K
- L
- M
- N
- O
- P
- Q
- R
- S
- T
- U
- V
- W
- X
- Y
- Z

### G
| Pays    | aide militaire | financière | humanitaire |
| ------- | --- | ---------- | --- |
| Géorgie | |            | - La République de Géorgie a envoyé plus de 400 tonnes d'aide humanitaire à l'Ukraine Le 1er avril 2022. - Les 100 premières tonnes envoyées le 27 février 2022 comprenaient 30 types de médicaments, des concentrateurs d'oxygène, du matériel de transfusion supplémentaire et du sang. - Le 6 mars 2022, 40 tonnes de nourriture, de boissons, de vêtements, de produits d'hygiène et d'autres fournitures médicales ont été livrées. 100 tonnes supplémentaires de denrées non périssables, de produits de première nécessité et davantage de médicaments ont été transportées le 11 mars 2022. 120 tonnes supplémentaires d'aide ont été acheminées le 28 mars 2022, ce qui a lancé la deuxième phase. Au total, 100 tonnes ont également été données par la Croix-Rouge géorgienne et le programme d'État Enterprise Georgia les 14 et 30 mars 2022 respectivement. Le gouvernement géorgien a déclaré qu'il continuerait à mobiliser l'aide humanitaire. |
| Grèce   | Le 27 février, en même temps que ses alliés la Grèce décide d'envoyer : - des équipements défensifs non spécifié - 20 000 AK 47 - 815 lance-roquettes RPG-18 - 122 missiles pour des lance-roquettes RM-70 Au début du mois de juin le gouvernement annonce qu'il va livrer : - 122 BMP-1 qui seront remplacés par le même nombre de Marder-1A3 allemands.Environ 30 sont arrivés en Ukraine le 16 juin. - 20 000 AK-47 - 60 MANPADS Stinger - 1 100 RPG-18 - 17 000 obus de 155 mm - 2 100 roquettes de 122 mm - 15 000 missiles de 73 mm - 3 200 000 cartouches 7,62 mm, |            | Le 27 février, dans un communiqué le premier ministre Kyriákos Mitsotákis annonce que le pays fournira une aide humanitaire en plus d'une aide militaire. |

- Haut – A
- B
- C
- D
- E
- F
- G
- H
- I
- J
- K
- L
- M
- N
- O
- P
- Q
- R
- S
- T
- U
- V
- W
- X
- Y
- Z

### H
| Pays    | aide militaire | financière | humanitaire |
| ------- | -------------- | ---------- | ----------- |
| Hongrie |                |            |             |

- Haut – A
- B
- C
- D
- E
- F
- G
- H
- I
- J
- K
- L
- M
- N
- O
- P
- Q
- R
- S
- T
- U
- V
- W
- X
- Y
- Z

### I
| Pays      | aide militaire | financière | humanitaire                                                                                |
| --------- | --- | ---------- | ------------------------------------------------------------------------------------------ |
| Islande   | Le gouvernement islandais n'a pas donné d'équipements militaires mais a proposé d'aider à transporter le matériel militaire donné par les occidentaux jusqu'en Ukraine. |            |                                                                                            |
| Inde      | |            |                                                                                            |
| Indonésie | |            |                                                                                            |
| Irlande   | Le 27 février 2022, le gouvernement irlandais octroie une aide militaire à l'Ukraine comprenant : - 9 millions d'euros de matériel militaire non-létal dont des casques, du carburant, des gilets pare-balles et du matériel médical. Le 25 février 2025 l'Irlande fait don de quatre Giraffe Mk IV (en) |            |                                                                                            |
| Israël    | En avril 2022: 2 000 casques et 500 gilets pare-balles. Le 12 juillet le ministre de la défense annonce l'envoi de : - 1 500 casques - 1 500 gilets de protections - 1 000 masques à gaz - des centaines de combinaisons anti-mines - des dizaines de systèmes de filtrations de matières dangereuses |            |                                                                                            |
| Italie    | Le 28 février, le gouvernement annonce l'envoi d'une aide de 12 millions d'euros comprenant : - des MANPADS Stinger - des missiles antichars Spike - des mitrailleuses Browning - des mitrailleuses MG - un nombre non précisé de munitions - des casques et des gilets pare-balles en kevlar - des détecteurs de métaux portables - des robots de déminage Par la suite, en mai l'Italie : - approuve la livraison d'obusiers FH70 de 155 mm, employés dès le 26 mai - des véhicules blindés Iveco VTLM Lince En juin le gouvernement : - envoi de nouveau de véhicules Iveco LMV - un certain nombre d'obusiers Panzerhaubitze 2000 de 155 mm - des véhicules tactiques légers Le 31 juillet le ministre de la défense ukrainienne, remercie l'Italie pour un nouveau paquet d'aide militaire, le contenu n'a pas été spécifié. - février 2023 : les systèmes Mamba fabriqués avec la France. |            | - février 2023 : câbles, transformateurs, matériel électrique pour plusieurs millions d'€. |

- Haut – A
- B
- C
- D
- E
- F
- G
- H
- I
- J
- K
- L
- M
- N
- O
- P
- Q
- R
- S
- T
- U
- V
- W
- X
- Y
- Z

### J
| Pays  | aide militaire | financière | humanitaire |
| ----- | -------------- | ---------- | ----------- |
| Japon |                |            |             |

- Haut – A
- B
- C
- D
- E
- F
- G
- H
- I
- J
- K
- L
- M
- N
- O
- P
- Q
- R
- S
- T
- U
- V
- W
- X
- Y
- Z

### K
| Pays       | aide militaire | financière | humanitaire |
| ---------- | -------------- | ---------- | ----------- |
| Kazakhstan |                |            |             |
| Kosovo     |                |            |             |
| Koweït     |                |            |             |

- Haut – A
- B
- C
- D
- E
- F
- G
- H
- I
- J
- K
- L
- M
- N
- O
- P
- Q
- R
- S
- T
- U
- V
- W
- X
- Y
- Z

### L
| Pays          | aide militaire | financière | humanitaire |
| ------------- | --- | ---------- | ----------- |
| Lettonie      | |            |             |
| Liechtenstein | |            |             |
| Lituanie      | Février 2023 : canon anti-aérien L-70 est arrivé en Ukraine,.                                                                                              |            |             |
| Luxembourg    | En mars, le gouvernement luxembourgeois octroie une aide militaire à l'Ukraine comprenant : - 100 NLAW - des véhicules tout-terrain - 15 tentes militaires |            |             |

- Haut – A
- B
- C
- D
- E
- F
- G
- H
- I
- J
- K
- L
- M
- N
- O
- P
- Q
- R
- S
- T
- U
- V
- W
- X
- Y
- Z

### M
| Pays              | aide militaire | financière | humanitaire |
| ----------------- | --- | ---------- | ----------- |
| Macédoine du Nord | Le 1er mars le gouvernement annonce qu'il va envoyer de l'équipement et du matériel militaire non spécifiés. Par la suite : - fin juillet, la Macédoine du Nord a décidé d'envoyer 30 chars T-72 à l'Ukraine ce qui permettra de créer un bataillon de char entier. - en août, la Macédoine du Nord décide de donner 4 Su-25 à l'Ukraine. |            |             |

- Haut – A
- B
- C
- D
- E
- F
- G
- H
- I
- J
- K
- L
- M
- N
- O
- P
- Q
- R
- S
- T
- U
- V
- W
- X
- Y
- Z

### N
| Pays    | aide militaire | financière | humanitaire |
| ------- | --- | ---------- | ----------- |
| Norvège | Dès le mois de février le gouvernement norvégien décide d'envoyer : - 5 000 casques - 1 500 gilets pare-balles - 1 000 masques à gaz - 2 000 sacs de couchages - 10 000 matelas de sol - 15 000 rations Par la suite il livre : - 4 000 M72 LAW - 100 Mistral 2s - 3 M270 MLRS - 22 M108/M109 en juin 2022 - 3 drones SkyRanger R60 - 10 drones DJI - 14 Iveco LAV III La Norvège a aussi promis de livrer : - 2 batteries de missiles sol-air NASAMS - un nombre inconnu de drones Black Hornet Nanos |            |             |

- Haut – A
- B
- C
- D
- E
- F
- G
- H
- I
- J
- K
- L
- M
- N
- O
- P
- Q
- R
- S
- T
- U
- V
- W
- X
- Y
- Z

### P
| Pays     | aide militaire | financière | humanitaire |
| -------- | --- | ---------- | ----------- |
| Pays-Bas | Le gouvernement néerlandais a livré à l'Ukraine : Munitions : - des obus pour les pzh 2000 - 200 missiles stinger - environ 30 000 munitions de 7.62mm et 12.7mm Armes légères : - 50 Panzerfaust 3 RPG - 10 Barret M82 - 90 AX308 Sniper Équipements divers : - casques - gilets pare balles - des détecteurs de mines portatifs Systèmes portatifs de défense antiaérienne (MANPADS) : - 50 FIM-92 stinger Radars : - 5 radars AN/TPQ-36 - 2 radars de surveillance au sol Thales Squire Véhicules sous-marins sans pilote : - 2 sous-marins de détection de mines SeaFox Drones de reconnaissances : - nombre indéterminé de UAV Artillerie automotrice : - 8 pzh 2000 Missiles antin-navires : - nombre indéterminé de missiles AGM-84 Harpoon Véhicules blindés de transports de troupes (APC) : - un certain nombre de YPR-765s |            |             |
| Pologne  | |            |             |
| Portugal | Le 26 février 2022, le ministre de la défense annonce l'envoi en quantité inconnue : - de gilets pare-balles - de casques - des lunettes de visions nocturnes - des grenades - des munitions de calibres divers En date de juin 2023, livraison de : - 3 chars Léopard II - 45 M113 dans différentes configurations - 5 obusiers américains M101A de 105 mm - 180 tonnes de munitions |            |             |

- Haut – A
- B
- C
- D
- E
- F
- G
- H
- I
- J
- K
- L
- M
- N
- O
- P
- Q
- R
- S
- T
- U
- V
- W
- X
- Y
- Z

### R
| Pays        | aide militaire | financière | humanitaire |
| ----------- | --- | ---------- | --- |
| Roumanie    | Le 27 février, le gouvernement roumain a envoyé un équivalent de 3 millions d'euros avec : - des munitions - 2 000 casques - 2 000 gilets pare-balles - du carburant - de l'eau et de la nourriture Par la suite, la Roumanie ne communique plus sur ce qu'elle transmet à l'Ukraine. Néanmoins la Roumanie joue un rôle très important dans la logistique de l'acheminement de nombreux matériels militaires étrangers. |            | Dès le début de l'invasion de l'Ukraine, le pays : - envoie des médicaments et de l'équipement sanitaire - met à disposition 11 hôpitaux militaires sur leur territoire Le 18 avril le pays donne 11 ambulances aux services d'urgences ukrainiens |
| Royaume-Uni | |            | |

- Haut – A
- B
- C
- D
- E
- F
- G
- H
- I
- J
- K
- L
- M
- N
- O
- P
- Q
- R
- S
- T
- U
- V
- W
- X
- Y
- Z

### S
| Pays      | aide militaire | financière | humanitaire |
| --------- | --- | ---------- | ----------- |
| Slovaquie | Le 26 février, le gouvernement envoie 12 000 munitions de 152 mm et du carburant pour une valeur totale de 11 millions d'euros. Par la suite : - en mars, la Slovaquie fournit un certain nombre de S-300 - en avril, l'Ukraine reçoit un nombre inconnu de SpGH Zuzana. Il serait question de 16 unités. - en juin, des munitions pour MLRS, des Mil MI-17 et des Mil MI-2 sont donnés à l'Ukraine. - en juillet, la Slovaquie a fait don de sa flotte de Mig-29. - fin août le ministre de la défense annonce l'envoie de 30 BMP-1 à l'Ukraine en échange de 15 chars Léopard allemand. |            |             |
| Slovénie  | En fin février le gouvernement slovène a envoyé des AK-47 et des munitions à l'Ukraine. Par la suite : - le 21 avril la Slovénie envoie un certain nombre de chars M-84. - Le 22 juin, 35 BMP M80A ont été envoyés à l'Ukraine.Ces M-84 et ces BMP M80A seront remplacés par des APC Marders, et Fuchs mais aussi par de l'armements plus modernes comme des Léopard-2, des APC puma ou Boxer. |            |             |
| Suède     | |            |             |

- Haut – A
- B
- C
- D
- E
- F
- G
- H
- I
- J
- K
- L
- M
- N
- O
- P
- Q
- R
- S
- T
- U
- V
- W
- X
- Y
- Z

### T
| Pays     | aide militaire | financière | humanitaire                                                                                            |
| -------- | --- | --- | --- |
| Taiwan   | Depuis le début de l'invasion le gouvernement a donné : - des drones Revolver 860 - 6 000 dollars de fusils d'assauts AR-15 (financés par des citoyens) | Le ministère des affaires étrangères taiwanais a réussi à collecter 33 millions de dollars pour aider l'Ukraine, lors d'une campagne tenu du 2 mars au 1er avril. | - Dès le 28 février le gouvernement taiwanais décide d'envoyer 27 tonnes d'aides médicales à l'Ukraine |
| Tchéquie | Le 26 février, le gouvernement tchèque approuve l'envoi d'armes et de munitions d'une valeur de 8,57 millions de dollars comprenant : - des pistolets vz 82 - des fusils d'assaut vz 58 - des mitraillettes vz 61 - des machines guns vz 59 Par la suite la Tchéquie a livré : - un certain nombre de char T-72 - un nombre non spécifié de BMP-1 et de BVP-1 - des lance-roquettes multiples RM-70 et BM-21 Grad - des obusiers 2S1 Gvozdika et des SpGH DANA de 152 mm - des obusiers soviétiques D-20 - 3 drones de reconnaissance Bijov - 160 MANPADS Strela-2 - 2 pont flottants - une quantité inconnue de missiles sol-air Strela-10 et de Sa-13 Gopher - il est le premier pays à livrer des appareils aéronefs, avec la livraisons de six hélicoptères de combat Mil Mi-24. Par la suite il renforce la livraison avec d'autres Mi-24 mais aussi des Mil Mi-17, | | |
| Turquie  | D'autres drones Bayraktar TB2 vendus le 2 mars 2022. Un nombre estimé de 20 à 50 drones Bayraktar présents en Ukraine. | | |

- Haut – A
- B
- C
- D
- E
- F
- G
- H
- I
- J
- K
- L
- M
- N
- O
- P
- Q
- R
- S
- T
- U
- V
- W
- X
- Y
- Z

### V
| Pays    | aide militaire | financière | humanitaire |
| ------- | -------------- | ---------- | --- |
| Vatican |                |            | En mars 2022 le Vatican envoyait deux cardinaux pour une aide matérielle et spirituelle aux Ukrainiens. Le Pape envoyait aussi, au travers de sa fondation, de l'aide aux réfugiés ukrainiens. |

## Organisations

### Supranationales
Par l'Union européenne
- Environ 17 milliards d'€ d'aide sous forme de prêts ou de subventions entre 2014 et le 12 février 2022[183].
- 1,2 milliard d'€ d'aide approuvée le 16 février 2022[184]
- 450 millions d'€ de fourniture d'armes, le 27 février 2022[185] dans le cadre du Politique étrangère et de sécurité commune de l'EU.
- 50 millions d'€ d'aide humanitaire le 27 février 2022[186].
- 500 millions d'€ d'aide humanitaire le 1er mars 2022[187].
- Aide au renseignement le 1er mars 2022 par le biais du Centre satellitaire de l'Union européenne[188].
- Aide militaire augmentée à 1,5 milliard d'€ d'aide approuvée le 13 avril 2022 dans le cadre du Politique étrangère et de sécurité commune de l'EU[189].
- Le 13 mai, une aide militaire supplémentaire de 500 millions d'€[190].
- Le 17 octobre est mis en place la Mission d’assistance militaire de l’Union européenne en soutien à l’Ukraine.

Par l'Organisation des Nations unies
- 1,7 milliard de $ d'appel pour une aide en direction de la crise des réfugiés 1er mars 2022[191], Martin Griffiths annonçait 1,5 milliard de promesses.

### Non gouvernementales
- Bleu/Jaune, association caritative lituanienne estime avoir collecté 22,9 millions d'€ le 30 mars[Quand ?] auprès de ses citoyens[192].
- Des citoyens japonais ont donné 35 millions de $[193],[194]. En particulier Hiroshi Mikitani, fondateur de Rakuten, promet 8,7 millions de $ le 27 février[Quand ?][195].
- United Hatzalah a envoyé une équipe de cinquante-cinq personnes, médicaux et paramédicaux, en Moldavie pour aider les déplacés[196].

## Entreprises
SpaceX :
- Active Starlink pour des liaisons internet[197],[198].
- des adaptateurs de chargeurs de voitures, solaires[199].

Binance :
- 10 millions de $ aux humanitaires[200].
- 2,5 millions $ à l'UNICEF le 7 mars pour les enfants d'Ukraine[201].

XDynamics :
- 10 drones de reconnaissances EVOLVE2[202]

Verney-Carron :
- 10 000 fusil d'assaut VCD 15[203]
- 2 000 fusil de précision VCD 10[204]
- 400 Lance-grenades[204]